# Cabin Fever (film 2016)
Cabin Fever è un film del 2016 diretto da Travis Zariwny.
La pellicola, di produzione statunitense, è il remake del film omonimo del 2002 diretto da Eli Roth, che qui è accreditato come sceneggiatore e produttore esecutivo.

## Trama
Tornando a casa da una battuta di caccia nei boschi, Henry, un eremita, trova il proprio cane morto e orribilmente corroso e, dopo essersi sporcato con il suo sangue, contrae una terribile malattia: la fascite necrotizzante.
Qualche giorno dopo, un gruppo di cinque amici, composto da Jeff, Marcy, Paul, Karen e Bert, decide di trascorrere una settimana di vacanza in una baita in montagna. Jeff e Marcy stanno insieme, mentre Paul è attratto da Karen e cerca di conquistarla, e Bert è il proverbiale "terzo incomodo", immaturo e propenso a combinare guai. Arrivati ad una stazione di rifornimento vicino al bosco, i cinque ragazzi fanno conoscenza di Dennis, un bambino che indossa un’inquietante maschera da coniglio con la tendenza a tirare morsi a chi gli si avvicina, e lo scontroso proprietario di un negozio di alimentari.
Arrivati alla baita Jeff e Marcy si chiudono in camera, Paul e Karen fanno un bagno nel lago e Bert va in giro per il bosco con un fucile per dare la caccia agli scoiattoli. Qui il ragazzo accidentalmente spara ad Henry, già sfigurato dalla malattia, e Bert sconvolto, ritorna al cottage senza fare parola agli amici dell'accaduto.
Quella sera, i cinque amici si riuniscono davanti ad un falò, raccontandosi storie lugubri, e vengono raggiunti da un giovane di nome Grimm, accompagnato dal cane di nome Dr. Mambo. Qui il ragazzo chiede ai protagonisti di unirsi a loro in cambio di un po' di marijuana. Poco dopo arriva Henry, chiedendo aiuto ai protagonisti, vomitando sangue, cercando di rubare loro la macchina e per andare in ospedale. I ragazzi, spaventati e non sapendo come comportarsi, finiscono per dargli fuoco.
Il giorno dopo Bert e Jeff vanno in cerca di un telefono per chiamare la polizia, avendo, la sera prima, semi-distrutto la macchina. Incontrano un'allevatrice di maiali intenta a squartare alcuni dei suoi maiali, che, infuriata, spiega ai ragazzi che nel bosco c'è una malattia che sta infettando gli animali domestici e offrendo loro il suo telefono. I due però scoprono che la donna è la cugina di Henry e, temendone la vendetta, si allontanano con una scusa.
Paul nel frattempo incontra il vice sceriffo Winston, che gli promette di inviare un carro attrezzi al cottage per trainare l'automobile. Poco dopo Paul raggiunge Karen, ritiratasi a riposare nella sua stanza, e qui i due hanno un momento di intimità, ma Paul si accorge che Karen è stata infettata dalla stessa malattia che aveva colpito Henry.
Per evitare di essere contagiati a loro volta, Paul, Marcy, Jeff e Bert decidono di isolare Karen, rinchiudendola nel capanno degli attrezzi vicino alla baita. Da qui le cose cominciano a precipitare: Jeff, spaventato, decide di fuggire, mentre Bert si accorge di essere anche lui infetto, e si reca in paese per chiedere aiuto. Qui il ragazzo viene morso da Dennis, infettandolo e attirandosi le ire del padre e dei suoi amici, che cominciano a dargli la caccia per ucciderlo.
Al cottage, nel frattempo, Marcy viene presa dallo sconforto e, credendo che per loro non ci sarà scampo e saranno destinati a morire, convince Paul ad avere un rapporto sessuale non protetto. Dopo ciò anche Paul si allontana dal cottage e Marcy, in preda ad una crisi depressiva, scopre di essere infetta anche lei quando, depilandosi le gambe, vede formarsi su di esse le piaghe caratteristiche della malattia. In preda al panico la ragazza esce dal cottage urlando, e viene assalita da Dr. Mambo, che la sbrana.
Bert, raggiunta la baita, viene ucciso dai suoi inseguitori, che vengono a loro volta uccisi da Paul, che dopo aver dato fuoco al capanno in cui era rinchiusa Karen, si propone di trovare Jeff. Dopo aver trovato il corpo smembrato di Grimm e aver scoperto di essere infetto a sua volta, ormai a stento capace di reggersi in piedi, Paul si ritrova nel mezzo di un falò di adolescenti, a cui sta partecipando anche il vice sceriffo Winston. Winston, invece di aiutarlo, lo caccia via in malo modo, lasciandolo vagare nel bosco finché non muore stremato.
Il giorno dopo Jeff, dopo essere rimasto nascosto nei boschi per ore a bere birra, ritorna alla baita dove, vedendo i resti degli amici, scoppia in un pianto di dolore che si trasforma subito dopo in gioia per essere sopravvissuto a quel massacro. La sua felicità però dura poco, dopo essersi accorto di una prima piaga sul palmo della mano, viene freddato da un colpo di fucile da Winston.

## Produzione
Inizialmente un quarto film, intitolato Outbreak, era stato pianificato con ambientazione una nave da crociera. Il film doveva essere filmato contemporaneamente con Cabin Fever: Patient Zero, ma eventualmente Outbreak fu annullato e l'idea del remake fu messa in produzione.
La pellicola utilizza la stessa sceneggiatura del film originale di Eli Roth, ma il regista Travis Zariwny lo sfoltì da 124 a 92 pagine.
Zariwny ha inoltre incorporato aspetti che Roth non ha potuto includere nel film originale. Uno dei cambiamenti è stato nel personaggio del vice sceriffo Winston, interpretato da Giuseppe Andrews nei precedenti film (Cabin Fever e Cabin Fever 2 - Il contagio), in questa pellicola diventa un personaggio femminile, interpretata da Louise Linton. Travis Z dichiarò che prese la decisione perché "non c'era modo di emulare la performance di Giuseppe Andrews".

### Riprese
Le riprese sono iniziate a Portland in Oregon nel febbraio 2015.
Prima della distribuzione il regista del film originale Eli Roth, che non ha potuto assistere alle riprese perché impegnato sul set di South of Hell ha assistito alla proiezione della pellicola e si è dichiarato soddisfatto del risultato: "È grandioso. L’ho visto e posso dirlo onestamente. L’ho visto e mi ha letteralmente stravolto. Non potevo crederci. Travis Zariwny il regista ha fatto un lavoro incredibile. [...] Lui non me l’aveva detto e sono stato così contento una volta che l’ho visto, perché nessuno vuole vedere un remake che è la copia esatta di un altro film. Quindi lui ci guida in una direzione, pensiamo di sapere quello che sta per succedere e poi arriva una fantastica virata. E sembra veramente fantastico, è un film molto divertente. Sono felicemente sorpreso di come sia diventato." 

## Distribuzione
Nel settembre 2015, IFC Midnight ha acquisito i diritti di distribuzione della pellicola nelle sale del Nord America. Il film è stato distribuito con una distrubuzione limitata e tramite video on demand il 12 febbraio 2016.

## Accoglienza

### Critica
Ha ricevuto molte critiche negative da parte dei critici cinematografici. Su Rotten Tomatoes ha un apprezzamento dello 0% da parte della critica, basati su 28 recensioni professionali, e del 12% da parte del pubblico.
Principalmente viene rimproverata l'eccessiva uguaglianza tra le due pellicole e il remake è generalmente considerato mediocre ed inutile.